# 딘 케인
딘 케인(Dean Cain, 1966년 7월 31일 ~ )은 미국의 배우이다.

## 출연 작품
- 포스트 임팩트
- 베스트 맨